# فالح (اسم)
فالح هو اسم علم مذكر من أصل عربي، ومعناه هو الفائز الظافر الماكر.

## شخصيات تحمل الاسم
- فالح السواعير (نائب رئيس الجامعة الأردنية)
- فالح أكرم فهمي (عداء عراقي، 1940 – 1989)
- فالح الخزعلي (4 نوفمبر 1971 –)
- فالح الزيادي (سياسي، 1963 –)
- فالح السعدون (1772 –)
- فالح العزب (سياسي كويتي)
- فالح الفياض (مستشار الأمن الوطني العراقي ورئيس هيئة الحشد الشعبي، 1 فبراير 1956 –)
- فالح الكيلاني (1944 –)
- فالح رفقي أطاي (صحفي تركي، 1894[3] – 1971[4][3])
- فالح عبد الجبار (عالم اجتماع عراقي، 1946 – 26 فبراير 2018[5])
- فالح فايز (ممثل قطري)

## وصلات خارجية
- موسوعة السلطان قابوس لأسماء العرب نسخة محفوظة 5 أبريل 2019 على موقع واي باك مشين.